# Метилантранилат
Метилантранила́т (метиловый эфир антраниловой кислоты), C8H9NO2.

## Свойства
Бесцветные или желтоватые кристаллы или жидкость. Имеет запах флердоранжа (цветов апельсина). Растворим в этаноле и органических растворителях. Плохо растворим в воде. Нерастворим в глицерине.

## Нахождение в природе
Метилантранилат содержится в цветах ряда растений, в цитрусовых, в винограде.

## Получение
Получают метилантранилат синтезом из антраниловой кислоты и метанола.

## Применение
Метилантранилат применяют как компонент парфюмерных композиций, пищевых эссенций, отдушек косметических изделий. Кроме того, метилантранилат является исходным веществом для получения душистых вещества эврикола и гринамина.